# António José Marques Mendes
António José Marques Mendes (n. Alvoco da Serra, 3 de maio de 1952), é um docente da Faculdade de Economia da Universidade de Coimbra. Dedica-se à investigação na área das finanças empresariais e da banca de investimento, tendo também interesse por aspetos éticos e filosóficos.
Na sua carreira como político, aderiu cedo à Acção Social Democrata Independente (A.S.D.I.)[carece de fontes?] e depois ao Partido Renovador Democrático (P.R.D.), tendo servido como deputado por Castelo Branco nas listas deste partido à Assembleia da República em 1985-1987, e ao Parlamento Europeu em 1986-1987. Mais recentemente, tem-se debruçado no seu blogue pessoal de reflexão sobre tópicos como “10 Bandeiras para uma direita moderna e progressiva em Portugal” ou “25 de Abril: Celebrar a liberdade ou o estatismo?”.